# Siladice
Siladice (em alemão: Siladitz; húngaro: Szilád) é um município da Eslováquia, situado no distrito de Hlohovec, na região de Trnava. Tem 7,6 km² de área e sua população em 2018 foi estimada em 661 habitantes.

## Demografia
| Ano:        | 1994 | 2004   | 2014   | 2024   |
| ----------- | ---- | ------ | ------ | ------ |
| Broj ljudi: | 637  | 620    | 670    | 647    |
| Razlika:    |      | -2,66% | +8,06% | -3,43% |

| Ano:               | 2023 | 2024   |
| ------------------ | ---- | ------ |
| Número de pessoas: | 656  | 647    |
| Diferença:         |      | -1,37% |